# هجرة البرازي
هجرة البرازي ، تتبع إداريا محافظة حفر الباطن، تقع شمال محافظة حفر الباطن، على بُعد 103 كم. 
يوجد بها كهرباء وماء والعمل جاري على سفلتت الطريق المؤدي للهجره واستكمال باقي الخدمات كباقي هجر وقرى المملكة. يتولى آمر الهجرة الاستاذ محمد بن ذعار البرازي الشمري، ويقدر عدد سكانها حوالي 1000 نسمة تقريبا، ويزداد التعداد السكاني في أوقات العطلة وخاصة بفصل الربيع، حيث تكثر في هجرة البرازي الريضان الخضراء في فُصِّل الربيع وينبت الكمأ حولها بكثرة وتقام قربها المخيمات، قادمون من محافظة حفر الباطن للتنزه وايضا من بعض محافظات المملكة، ودوّل الخليج، خاصة الاشقاء الكويتين لقرب الموقع حيث تبلغ المسافة 103 كم تقريبا، وسكّان هجرة البرازي هم من الجحيش من الاسلم من قبيلة شمر وأيضا غيرهم من قبائل أخرى.